# ساي اوبس : ذا مايندچيت كونسبيريسي
ساي اوبس: ذا مايندچيت كونسبيريسي (بالإنجليزية: Psi-Ops: The Mindgate Conspiracy) هي لعبة فيديو قامت بتطويرها شركة ميدواي جيمز لجهاز اكسبوكس وبلايستيشن 2 واجهزة الحاسب الشخصي.تم إصدار اللعبة في أمريكا الشمالية في تاريخ 14 يونيو 2004 , بينما تم اصدارها في اوروبا لاحقا في 1 اكتوبر 2004 .
ساي اوبس هي لعبة تصويب منظور الشخص الثالث تقليدية، تعتمد على راقدول فيزيكس (عن طريق محرك هافوك 2.0) بالإضافة الي بعض القدرات النفسية الأخرى التي تجعلها مميزة عن غيرها. في اليابان وشرق وجنوب شرق اسيا، تم التسويق للعبة عن طريق شركة كابكوم للألعاب باسم ساي اوبس: سايكك اوبيريشن (بالإنجليزية: Psi-Ops: Psychic Operation) . يقوم اللاعب بالتحكم بالشخصية الرئيسية في اللعبة نيك سكراير (عميل PSI) ذو قدرات خارقه والذي تم مسح عقله ليتمكن من التسلل إلى منظمة ارهابية. يتم القبض على نيك سكراير لاحقا من قبل المنظمة، يضطر نيك لاحقا لأن يقاتل في سبيل خروجه من قبضة المنظمة بمساعدة سارة (عميلة مزدوجة). خلال طريق هروبه، يبدأ نيك باستعادة قدرات PSI الخاصة به.
في 9 يونيو 2009 , تم اتاحة نسخة كاملة للعبة بشكل مجاني عن طريق خادم FilePlanet الذي تم تطويره من قبل شركة قيم سباي، النسخة المجانية من اللعبة كانت تحتوي على اعلانات داخل اللعبة مع اتاحة خيار شراء اللعبة للتخلص من الاعلانات. عضوية الاشتراك في خادم FilePlanet كانت الزامية للحصول على اللعبة بشكل مجاني.

## القصة (المؤامرة)
عندما تبدأ القصة، يكون نيك سكراير فاقدا لذاكرته تماما ولا يعلم من هو، حيث تم مسح عقله للتسلل لداخل المنظمة الارهابية المعروفة باسم (ذا موڤمنت The Movement). بعد القبض عليه من من قبل المنظمة، تقوم سارة بتحريره واعطاءه عقار يساعده على استعادة ذاكرته وقدراته التي فقدها. من هنا تبدأ اللعبة بابرز القوات الذهنية الموجودة في اللعبة وهي التحريك الذهني.
يواجه نيك عدد كبير من عملاء PSI السابقين الذين انشقوا مع قائدهم الذي كان يقود سابقا مشروع PSI-Ops. كل واحد من اولئك العملاء المنشقين لديه قدرة خاصة في مجال معين في القدرات النفسية (على سبيل المثال، القائد الأول خبير في التحكم في العقل) حيث تفوق قدراته وقوته في هذا المجال قدرات نيك. يقوم نيك بهزيمتهم واحد تلو الآخر، عادة عن طريق استخدام تشكيلة من قدراته النفسيه الاضعف ولكن المتنوعة في خواصها.
بينما نيك في طريقة للهروب من داخل المنظمة، يكتشفقطع اثرية غامضة مبنية على فكرة الPSI, والتي كانت محور الحروب في القرن الماضي (أحد المشاهد في اللعبة يشير إلى ان تلك القطع كانت في الواقع السبب في قيام بعض الحروب مثل الحرب العالمية الثانية). في نفس الوقت، يبدأ نيك بملاحظة تصرفات غريبة من سارة، والتي تارة تبدو كصديقة وتارة تبدو كعدوة بدون أي سبب واضح. في نهاية المطاف، يكتشف ان لسارة توأم، والتي يتم قتلها مع القرب من نهاية اللعبة على يد سارة.
بينما تقترب اللعبة من نهايتها، يتم جمع جميع القطع الاثرية في جهاز واحد إذا تم دمجه مع جهاز اخر خاص يعطي مستخدمه قدرة نفسية لا حدود لها. بينما نيك يحاول ايقاف ذلك الجهاز، يستعيد ذاكرته بالكامل. يقوم قائد العملاء المنشقين باستخدام ذلك الجهاز على نفسه، ثم يهزم بعد ذلك بسرعة على يد نيك. هزيمة القائد في اللعبة هي نفسها بغض النظر عن الطريقة التي يقوم بها اللاعب، لأن الهدف من المواجهة هي اعطاء نيك سلاح خاص يستخدم ضد القائد، بالإضافة إلى افضلية من ناحية الفرص المتاحة لهزيمة القائد حتى وان اضاع اللاعب بعضها.
بعد هزيمة القائد، يتفكك الجهاز لتعود كل قطعة اثرية منفصله كما كانت، يظهر بعد ذلك طائرتين مروحيتين تسارع لاستعادة القطع الاثرية، غير مكترثين بحياة نيك وسارة. في اخر مشهد من اللعبة، يقوم نيك بتحطم إحدى المروحتين عن طريق استخدام واحدة من قدراته النفسيه وهي التحريك الذهني، يظهر بعد ذلك شاشة سوداء فيها عبارة «يتبع...».

## اسلوب اللعب
يركز اسلوب اللعب في PSI-Ops بشكل كبير على استخدام قدرات نيك النفسية المختلفة، والتي تصبح متوفرة واحدة تلو الأخرى من خلال التقدم في اللعبة. إضافة إلى ذلك، توجد مجموعة كبيرة ومتنوعة من الاسلحة التي يمكن استخدامها في اللعبة، حيث يمكن للاعب حمل سلاحين فقط في آن واحد، واحد من تلك الاسلحة لا يمكن استبدالة وهو مسدس نيك الصامت. تصبح الاسلحة عديمة الجدوى مع التقدم في مراحل اللعبة المتأخرة، خاصة ضد المجموعات الكبيرة من الاعداء المدرعين. قلة الذخيرة المتاحة لكل سلاح تجبر اللاعب على الاعتماد على قدرات نيك النفسية، والتي في الواقع فعالة أكثر عند الممارسة. اللاعب مزود بعداد يقوم بتحديد كمية الطاقة التي يمكن استخدامها في كل نقطة من نقاط اللعبة، عداد الطاقة كغيرة من العدادات حيث يمكن إعادة ملئ الطاقة باستخدام طرق عديدة مختلفة. على عكس الألعاب الأخرى المنافسة حيث يكون اللاعب متمكنا من قوة PSI واحدة. يتميز نيك بان لديه امكانية استخدام مجموعة متنوعة من القوى والقدرات، حتى مع كونه محدود إلى حد ما مقارنة بالمتخصصين بقوة محددة. بجانب قدراته النفسية واسلحته المتنوعة، بامكان نيك ان المهاجمة بقبضة يده.
في البداية، لا يمتلك نيك أي قدرات نفسية، ولكن يبدأ باستعادة ذاكرته في كيفية استخدامهم واحدة تلو الأخرى في مناطق معينة في اللعبة. في كل حادثة تذكر تحدث لنيك، يتبع ذلك مستوى تدريب يتم فيه ارشاد اللاعب في كيفية استخدام كل قوة. القوى مرتبة حسب ترتيب تعلمها في اللعبة.
- التحريك الذهني: هي القدرة على تحريك المجسمات عن طريق العقل. يستطيع نيك تحريك المجسمات الموجودة في المكان ورفعها عاليا وقذفها، بالإضافة إلى قذف الاعداء نحو الجدار.

- الرؤية عن بعد: يستطيع نيك من خلال هذه القوة فصل عقله عن جسده مما يساعده على الحصول على نظرة على الأماكن على بعد مسافة قصيرة بدون عوائق أو حواجز حيث يبقى جسده ثابت في مكانه. تحدد المسافة كمية الطاقة المستهلكة.

- استنزاف العقل: يستطيع امتصاص طاقة الهدف لإعادة ملئ عداد الطاقة الخاص به. في حال ان الهدف غير منتبه، فاقد للوعي، أو ميت، يستطيع نيك عن طريق تلك القدرة سرقة طاقة الهدف.

- التحكم في العقل: تمكن هذه القوة نيك من السيطرة والتحكم بهدف اخر عن طريق التحكم الكامل بجسده لانجاز مهام معينة بدلا من المخاطرة بنفسه.

- التحكم بالنار (بايروكنيسس): تمكن هذه القوة نيك من التحكم الكامل بالنار، يشمل ذلك اشعال النار وحرق الهدف على بعد مسافات، أو لاشعال المتفجرات للتخلص منها.

- نظرة Aura : هذه هي اخر قدرة يكتسبها نيك وهي تسمح له برؤية ما هو ابعد من الطيف المرئى، تسمح له برؤية الرسائل الممسوحة من على الالواح البيضاء.

## التطوير
كانت اللعبة أيضا تحت التطوير لجهاز نينتيندو جيم كيوب باسم ايسبيوناچ (ESPionage), ولكن تم الغاء اللعبة لاحقا.

## دعوى قضائية
في 20 فبراير2007 قام ويليام كراوفورد برفع دعوى انتهاك حقوق الطبع والنشر ضد ميدواي جيمز، حيث ذكر بالدعوى ان كراوفورد قد كتب سيناريو بعنوان " PSI-Ops " يحتوى على تشابه بالأفكار والأحداث الموجودة باللعبة، بما في ذلك بعض الشخصيات وقدراتهم النفسية، حيث ادعى ان ميدواي جيمز قامت بالإستحواذ واستخدام عمله بدون اذنه. بينت ميدواي جيمز حينها انها لن تعلق على المسائل القانونية. في 8 ديسمبر 2008 اصدرت محكمة ولاية كاليفورنيا حكما موجزًا لصالح ميدواي جيمز بشأن جميع التهم، ذلك بسبب عدم العثور على أي دليل على انتهاك حقوق الطبع والنشر.

## اراء
في عام 2009, ادرجت غيمز رادار لعبة PSI-Ops ضمن قائمة «ألعاب غير مستغلة الامتاز» وعلقت: «لعبة ميدواي القتالية الصادرة في 2004 جمعت بين الأسلحة التقليدية والقدرات الروحية (النفسية), وان اللعبة حصلت على مراجعات وتقييمات ايجابية من النقاد واللاعبين، حتى انها حصلت على مراجعة أفضل من نظيرتها Star Wars: The Force Unleashed, ولكن حتى الآن لم نرى تكملة للسلسلة». في 2010, قامت شبكة يو جي أو UGO بتصنيف اللعبة في المرتبة 21 في قائمة الألعاب التي تحتاج إلى سلسلة تكميلية. في نفس العام، تم ادراج في قائمة كتاب «1001 لعبة إلكترونية يجب ان تلعبها قبل ان تموت».

## روابط خارجية
- ساي اوبس : ذا مايندچيت كونسبيريسي على موقع IMDb (الإنجليزية)
- نسخة مجانية الإعلانية التي تدعمها (لم يعد يعمل)
- Psi-Ops: The Mindgate Conspiracy على موبي غيمز